# Brodiłowo
Brodiłowo (bułg. Бродилово) – wieś w południowo-wschodniej Bułgarii, w obwodzie Burgas, w gminie Carewo. Według danych Narodowego Instytutu Statystycznego, 31 grudnia 2011 roku wieś liczyła 258 mieszkańców.

## Historia
W czasie wojen bałkańskich do legionu Macedońsko-Adrianopolskiego wstąpił jeden mieszkaniec Brodiłowa.

## Zabytki
W Brodiłowie znajdują się trzy ruiny twierdz, a także cerkiew św. Pantelejmona, wybudowana w 1911, w której znajduje się ikonostas stworzony przez miejscowego mistrza Janisa. Przez Brodiłowo wiedzie kolej wąskotorowa, Achtopol–Kosti, zdemontowana w latach 50. XX w.

## Imprezy cykliczne
- 23 maja festiwal rododendronów
- 17–18 lutego dzień kukerów
- W drugą sobotę i niedzielę sierpnia nestinarskie tańce